# Nhà bác học
Nhà bác học (tiếng Hy Lạp: πολυμαθής, polymathēs, "hiểu biết nhiều"; Latin: homo universalis, "người thông toàn") là người có hiểu biết trải rộng trên nhiều lĩnh vực, có thể áp dụng nhiều mảng tri thức để giải quyết vấn đề.